# 栃窪峠

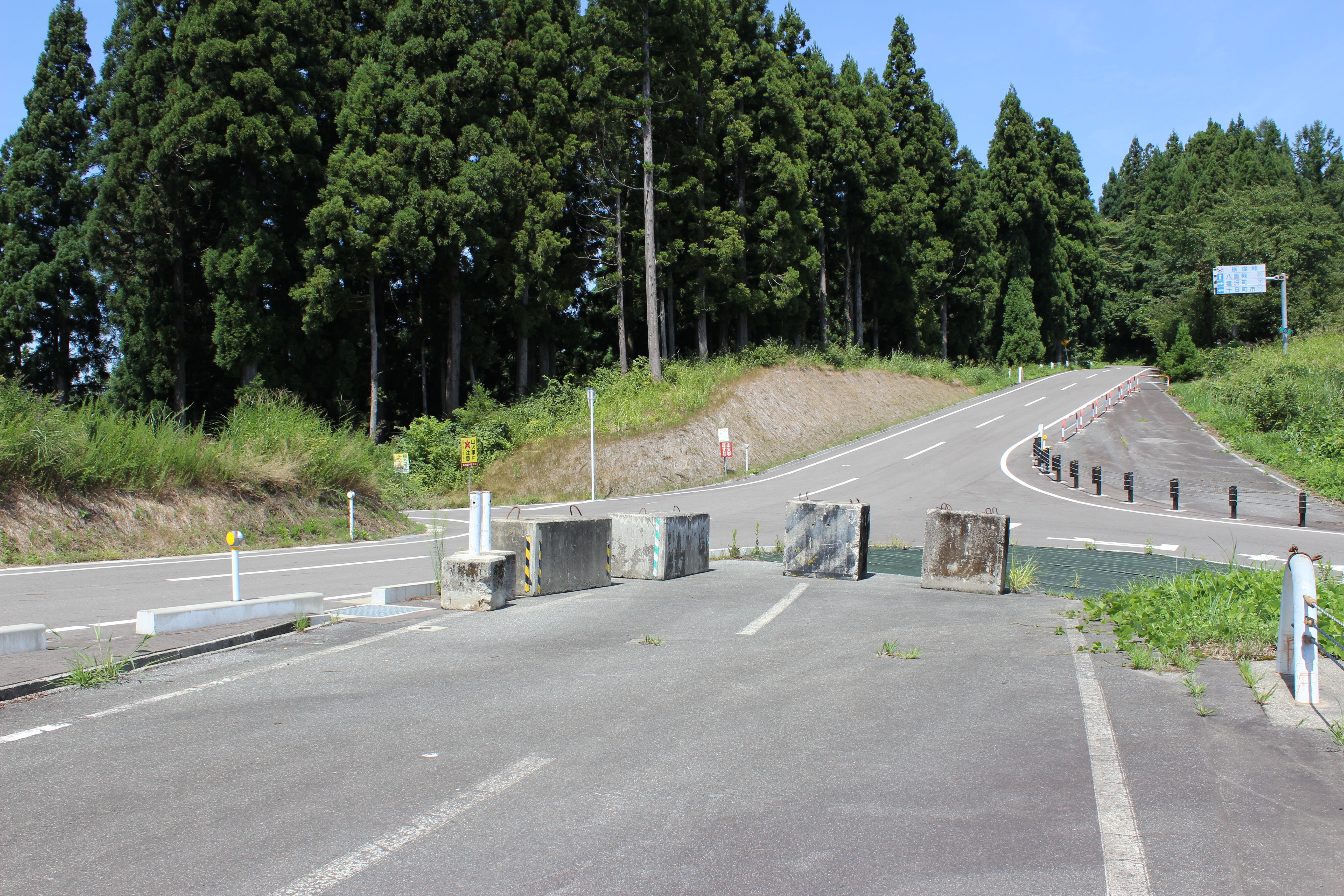
魚沼スカイラインとの交差点。左折奥が栃窪峠。

栃窪峠（とちくぼとうげ）は、新潟県十日町市と南魚沼市境にある峠。六箇峠とも呼ばれる。現在は、新潟県道82号十日町塩沢線上で、峠付近では新潟県道560号田沢小栗山線（魚沼スカイライン）も接する。

## 概要
古来、魚沼丘陵を越えて中魚沼郡（妻有）と南魚沼郡（上田）を結ぶ峠は、多数存在していたが、栃窪峠は中世から近世にかけて最も利用された。上杉謙信の時代には、春日山から南魚沼、やがて三国峠を越えて関東地方へ至る最短ルートとして整備され重要視された。このため峠を通過する道は、関東街道と呼ばれたほか、地元の地名から妻有街道、高田街道、柏崎街道と呼ばれた。江戸時代においても人の往来や物資の移動が盛んであり、南魚沼（上田）側には口留番所が設置され、往来の監視と峠道の整備が図られた。明治時代になり、下越地方と関東地方を結ぶ信越本線が開通すると栃窪峠の重要性は低下。さらに20世紀後半になると近隣の八箇峠道路（国道253号）などの整備が優先的に進められ、南魚沼と中魚沼を結ぶ主要ルートからは外されている。